# Masayuki Mita
Masayuki Mita (見田 雅之 Mita Masayuki?,  nacido el 5 de octubre de 1969 en Miyagi) es un exfutbolista japonés. Jugaba de centrocampista y su último club fue el Sony Sendai de Japón.

## Trayectoria

### Clubes
| Club        | País  | Año         |
| ----------- | ----- | ----------- |
| Gamba Osaka | Japón | 1992 - 1995 |
| Sony Sendai | Japón | 1996 - 2001 |